# Clydosmylus montanus
Clydosmylus montanus är en insektsart som beskrevs av Tim R. New 1983. Clydosmylus montanus ingår i släktet Clydosmylus och familjen vattenrovsländor. Inga underarter finns listade i Catalogue of Life.